# 黑刺尻魚
黑刺尻魚，為輻鰭魚綱鱸形目鱸亞目蓋刺魚科的其中一個種。

## 分布
本魚分布於西太平洋區，包括日本、台灣、菲律賓、澳洲、新幾內亞、斐濟、密克羅尼西亞、新喀里多尼亞、帛琉、東加、索羅門群島等海域。

## 深度
水深3至70公尺。

## 特徵
本魚體側扁，呈橢圓形，體深褐色或黑色； 尾鰭有狹窄的白色邊緣。背鰭硬棘14至15枚；背鰭軟條16至17枚；臀鰭硬棘3枚；臀鰭軟條16至17枚，體長可達10公分。

## 生態
本魚棲息於珊瑚礁或潟湖中的碎石區，成小群活動，屬草食性，以藻類為食。

## 經濟利用
為觀賞性魚類。